# وکیل دادگستری

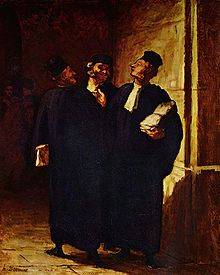

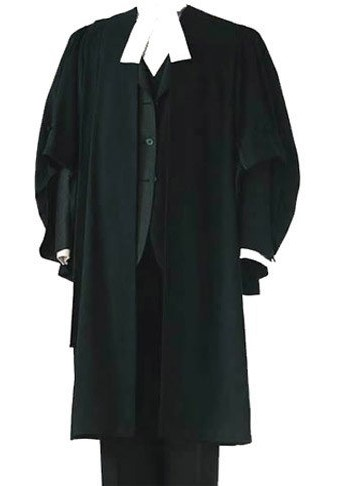
ردای وکالت

وکیل پایه‌یک دادگستری به کسی گفته می‌شود که معمولاً پس از پذیرش در آزمون متقاضیان پروانه کارآموزی وکالت دادگستری که هر ساله به دست سازمان سنجش زیر نظر اتحادیه سراسری کانون‌های وکلای دادگستری ایران (اسکودا) و مرکز وکلا، کارشناسان رسمی و مشاوران خانواده قوه قضائیه (موکم) برگزار می‌شود، پذیرفته شده و فرایند ۱۸ ماههٔ کارآموزی وکالت را نیز با موفقیت طی کرده و در پایان با تشریفاتی سوگند یاد کرده‌است. پروانهٔ وکالت پایه‌یک دادگستری، برابر قانون کیفیت اخذ پروانهٔ وکالت دادگستری مصوب ۱۳۷۶ به دارندگان شرایط وکالت داده می‌شود. 
از جمله مهم‌ترین شرایط نام‌نویسی در آزمون کارآموزی وکالت دادگستری، داشتن دانشنامهٔ کارشناسی در رشتهٔ حقوق یا معادل آن و نیز کارت پایان خدمت سربازی اجباری یا معافیت دائم صرفاً برای مردان است. فرایند کارآموزی پس از پذیرش متقاضی در آزمون و استعلامات قانونی از مراجع قانونی آغاز شده و در پایان این دوره به کارآموز، پروانهٔ کارآموزی وکالت دادگستری داده می‌شود. عنوان متقاضی در این فرایند کارآموز وکالت است و نه وکیل دادگستری. کارآموز وکالت زیر نظر وکیل سرپرست امکان حضور در مراجع قضایی و اداری جهت انجام امور وکالت را با شرایطی محدودتر نسبت به وکیل پایه‌یک و پایه‌دو دارد. کارآموز در این دوره باید در کلاس‌های مربوط حاضر شده و نیز تکالیف مقرر کمیسیون کارآموزی را از قبیل شرکت در دوره‌های آشنایی با سامانه‌های حقوقی، ارائهٔ گواهینامه اپراتوری رایانه ICDL و نیز حضور در دادگستری و مطالعه و اظهارنظر دربارهٔ پرونده‌های ارجاعی انجام دهد. همچنین کارآموز باید برای دریافت پروانهٔ وکالت پایه‌یک دادگستری در آزمون کتبی و شفاهی پایان دورهٔ کارآموزی که اختبار نام دارد نمرهٔ قبولی را کسب کند وگرنه ممکن است تجدید دوره بشود.
در ایران، قضات و نمایندگان مجلس و کارمندان بازنشسته شاغل در مناصب حقوقی با شرایطی امکان دریافت پروانهٔ وکالت را بدون آزمون و گاه حتی بدون طی دورهٔ کارآموزی دارند.
برابر ماده ۱۸۷ قانون برنامهٔ سوم توسعه مصوب ۱۳۷۹/۱/۱۷ به قوه قضائیه اجازه داده شده تا نسبت به تأیید صلاحیت دانش‌آموختگان رشتهٔ حقوق جهت صدور مجوز تأسیس مؤسسات مشاورهٔ حقوقی برای آنان اقدام کند که در این جهت، نهاد مرکز وکلا، کارشناسان رسمی و مشاوران خانواده قوه قضائیه به عنوان نهادی موازی با کانون‌های وکلای دادگستری تأسیس شد.

## تفاوت وکیل پایه یک و وکیل پایه دو دادگستری در قوانین کشور ایران
وکیل های پایه دو فقط حق شرکت در محاکم کیفری که به جرم‌های تعزیری مستوجب حبس کمتراز ۱۰ سال و شلاق و جزای نقدی و اقدامات تامینی منتج می‌شود را دارند و در محاکم حقوقی نیز چنانچه بازخواسته کمتر از ۵۰۰میلیون ریال باشد و یا خواسته غیر مالی مگر در دعاوی مربوط به اختلافات در اصل نکاح، اصل طلاق، اثبات و نفی نسب باشد، می‌توانند از حقوق موکل خود دفاع کنند اما وکیل پایه یک دادگستری حق شرکت در تمامی محاکم اعم از حقوقی و کیفری و ... را دارند.

## تخلفات انتظامی وکلا
وکیل دادگستری مطابق قوانین ایران از جمله آیین‌نامه لایحه قانونی استقلال کانون وکلا دادگستری باید اخلاق حرفه ای و شئونات و مقررات حرفه خود را رعایت کند.در غیر اینصورت ممکن است به یکی از مجازات های زیر محکوم شود: 
1-اخطار کتبی.
2-توبیخ با درج در پرونده.
3-توبیخ با درج در روزنامه رسمی و مجله کانون.
4-تنزل درجه.
5 - ممنوعیت از سه ماه تا سه سال. 
6 - محرومیت دائم از شغل وکالت. 
در این قانون تمرکز وکلا در حوزه قضایی دیگری غیر از حوزه صادرکننده پروانه تخلف حساب میشود. به طور مثال وکیل تهران که پروانه وکالت خود را از کانون وکلای دادگستری مرکز دریافت کرده است نمیتواند در حوزه قضایی استان دیگری مشغول به فعالیت وکالت شود.یا اشتغال به شغلی که خلاف شئونات وکالت باشد تخلف محسوب میشود.

## ویژگی های وکیل دادگستری مطلوب
یک وکیل دادگستری باید ضمن اشراف به بخش های مختلف رشته وکالت، از مهارت های نرم دیگر همچون موارد زیر برخوردار باشد:
- مهارت های ارتباطی
- قضاوت
- تحلیل و حل مسئله
- مهارت های تحقیقاتی

## چگونگی ارزیابی وکیل دادگستری مطلوب
یکی از بهترین روش ها برای ارزیابی عناوین شغلی مختلف سنجیده شدن با همکاران توانمند و قرارگیری در رقابت برای نشان داده شدن توانمندی های شخص مورد نظر می باشد. وکلای دادگستری هم از این قاعده مستثنی نبوده و با قرار گیری در سنجشی عادلانه ، به خوبی می توانند توانایی های خود را در (استدلال های حقوقی) ، (مدیریت جلسه) ، (دفاع از موکل) ( اخلاق حرفه ای) و موارد مشابه به دیگران نشان دهند.

## واژه‌های مرتبط
- وکالت
- وکیل
- دادگستری
- قضاوت
- قاضی
- حقوق
- دانشکده حقوق
- کانون وکلای دادگستری
- کانون وکلای دادگستری مرکز
- اسکودا
- موکم
- قوه قضاییه